# Ада Дьоруп
Ада Дьоруп (на английски: Adda Djørup) е датска поетеса и писателка на произведения в жанра социална драма и лирика.

## Биография и творчество
Ада Дьоруп е родена на 18 август 1972 г. в Орхус, Дания. Учи в гимназията в Катринеберг, но в продължение на няколко години прекъсва, за да работи. След завършването на средното си образование следва сравнителна литература в Копенхагенския университет, където завършва с бакалавърска степен. След дипломирането си живее в Мадрид и Флоренция, преди да се върне в Копенхаген.
Първата ѝ книга, стихосбирката „Монолозите на господина“ (Monseiurs monologer), е издадена през 2005 г. През 2007 г. е издаден сборникът ѝ с разкази „Ако човек започне да се пита“ (Hvis man begyndte at spørge sig selv), който се основава на собствения ѝ дълъг престой в Испания и Италия. През 2007 г. получава награда от Датския съвет по изкуствата.
През 2009 г. е издаден първият ѝ роман „Най-малкото съпротивление“. Героинята в разказа, Ема, е на тридесет години и е решава да промени живота си, след като баба ѝ ѝ завещава една прекрасна лятна вила. Във вилата разбира, че е бременна, но не знае кой е бащата – случайно срещналият богат мъж или съпругът ѝ. Романът разглежда проблемите в живота в несантиментален и ироничен тон. Книгата получава наградата за литература на Европейския съюз за 2010 г.
През 2011 г. е издадена стихосбирката ѝ „37 пощенски картички“ (37 Postkort), а през 2015 г. сборникът с разкази „Поезия и други форми на неподчинение“ (Poesi og andre former for trods).
Ада Дьоруп живее със семейството си в Копенхаген.

## Произведения

### Самостоятелни романи
- Den mindste modstand (2009) – награда за литература на Европейския съюз[1][2]
Най-малкото съпротивление, изд. „Балкани“ (2012), прев. Владимир Старирадев
- Bulgakovs kat (2020)

### Пиеси
- Korus Kabaret (2010) – либрето за опера

### Сборници
- Monseiurs monologer (2005) – поезия[1]
- Hvis man begyndte at spørge sig selv (2007) – разкази
- 37 Postkort (2011) – поезия
- Poesi og andre former for trods (2015) – 16 разказа